# State Sponsors of Terrorism

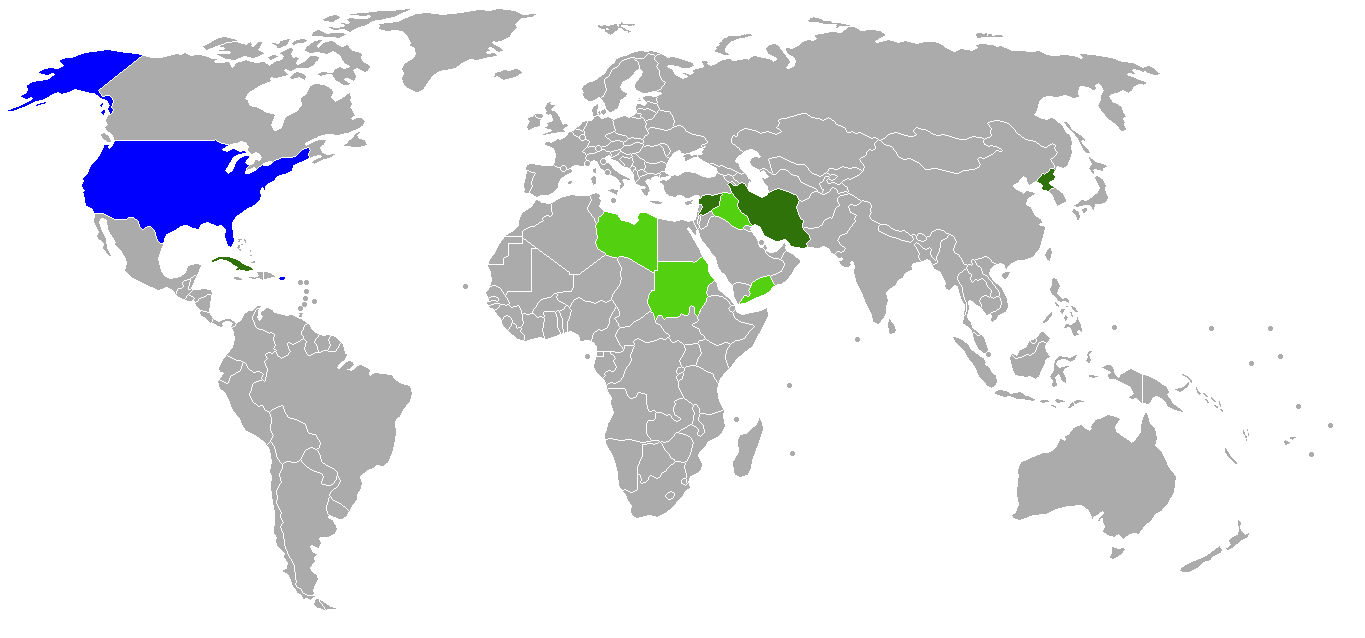
USA
Staatliche Förderer des Terrorismus:
CUB, IRN, PRK, SYR
Ehemalige Staatliche Förderer des Terrorismus:
,, SUD,

State Sponsors of Terrorism – englisch für Staatliche Förderer des Terrorismus – ist eine erstmals am 29. Dezember 1979 vom US-Außenministerium herausgegebene und seither mehrfach aktualisierte Liste von Staaten, „bei denen der Außenminister feststellt“, sie hätten „wiederholt internationale Terrorakte unterstützt“.
Die erste Liste führte Libyen, Irak, Südjemen und Syrien auf. 2015 enthielt sie Syrien, Iran, Kuba und Nordkorea. Diese Staaten sind scharfen unilateralen Sanktionen unterworfen. Die Trump-Regierung strich, nach Zahlung von Schadensersatz, den zwischenzeitlich gelisteten Sudan, nahm aber das von der Regierung Obama entfernte Kuba wieder auf.

## Formalien
Das US-Außenministerium erstattet jedes Jahr normalerweise am 30. April dem Kongress Bericht, inwieweit der jeweilige Staat in letzter Zeit als Unterstützer des internationalen Terrorismus auffällig wurde und was in naher Zukunft diesbezüglich von diesem Staat zu erwarten sei. Die Liste wird vom US-Außenminister als Empfehlung an den US-Präsidenten weitergeleitet. Sofern dieser der Empfehlung zustimmt, wird sie an den Kongress weitergeleitet, welcher 45 Tage Zeit für eine Prüfung hat. Etwaige Einsprüche seitens des Kongresses können jedoch nur mit Zweidrittelmehrheit geltend gemacht werden. Ansonsten tritt die Empfehlung nach Ablauf der Frist in Kraft.

## Gegenwärtig gelistete Staaten

### Syrien
Syrien wurde am 29. Dezember 1979 in die Liste aufgenommen.
Dem Regime von Baschar al-Assad wurde unter anderem vorgeworfen, zahlreiche Terror-Gruppen in der Region des Nahen Ostens zu unterstützen und mit Waffen auszustatten. Darunter befanden sich beispielsweise die libanesische Hisbollah und die palästinensische Hamas. Seit dem Sturz Assads entspannen sich die Beziehungen zwischen den USA und Syrien zunehmend. Mit EO vom 30. Juni 2025 beendete Präsident Trump das Syria Sanctions Program. Der Verbleib Syriens auf dieser Liste wird gerade von US-Außenminister Marco Rubio geprüft.

### Iran
Der Iran wurde am 1. März 1984 zur Liste hinzugefügt.
Dem Staat wird vorgeworfen, finanzielle, materielle und logistische Unterstützung für zahlreiche regionale Terrororganisationen in der Region des Nahen Ostens zu unterhalten, wie zum Beispiel die libanesische Hisbollah und die palästinensische Hamas mit dem Islamischen Dschihad im Gazastreifen sowie die Huthi-Rebellen im Jemen.

### Nordkorea
Nordkorea wurde 1988 zur Liste hinzugefügt. Damals warf man dem Staat vor, terroristische Gruppen zu unterstützen und einen sicheren Aufenthalt (Asyl) für japanische Terroristen zu ermöglichen. Später kamen noch staatsterroristische Angriffe auf Einrichtungen Südkoreas – wie zum Beispiel ein Bombenattentat auf den Korean-Airlines-Flug 858 im Jahr 1987 – hinzu.
2009 wurde Nordkorea von der Liste gestrichen, nachdem es versprochen hatte, sein Nuklearwaffenprogramm einzustellen. Am 20. November 2017 wurde der Staat abermals auf die Liste gesetzt.

### Kuba
Kuba wurde unter der Präsidentschaft von Ronald Reagan am 1. März 1982 auf die Liste genommen.
Der Staat war damals stark in die Unterstützung zahlreicher revolutionärer Bewegungen in Lateinamerika und Afrika sowie europäischer linksgerichteter Terrororganisationen wie der baskischen ETA involviert. Schon im Bericht von 2013 wurde positiv vermerkt, dass solche Unterstützungen merklich schwächer geworden seien und Kuba außerdem die Friedensverhandlungen zwischen der Regierung Kolumbiens und der kolumbianischen Guerillaorganisation FARC unterstützt und als Vermittler operiert.
Am 14. April 2015 gab US-Präsident Barack Obama auf Empfehlung des Außenministeriums bekannt, Kuba von der Liste Terrorismus unterstützender Staaten streichen zu wollen. Nachdem am 29. Mai die 45-tägige Einspruchsfrist des Kongresses verstrichen war, setzte Außenminister John Kerry die Streichung in Kraft.
Im Januar 2021 ließ Donald Trump Kuba unter der Regierung von Raúl Castro erneut als Terrorunterstützer einstufen. Als Begründung führte das US-Außenministerium unter Trumps Regierung die kubanische Unterstützung für den venezolanischen Politiker Nicolas Maduro an. US-Außenminister Mike Pompeo warf der kubanischen Regierung feindseliges Verhalten gegenüber dem eigenen kubanischen Volk und den Vereinigten Staaten vor.
Am 14. Januar 2025, kurz vor Ende der Amtszeit von Joe Biden, wurde Kuba wieder von der Liste gestrichen. Im Gegenzug kündigte Kuba die Freilassung von 553 politischen Gefangenen an. Der Deal kam unter Vermittlung des Vatikans zustande. Donald Trump machte die Entscheidung seines Vorgängers nur eine Woche später in einer seiner ersten Amtshandlungen seiner zweiten Amtszeit wieder rückgängig.

## Von der Liste gestrichene Staaten

### Libyen
Libyen wurde am 29. Dezember 1979 in die Liste aufgenommen und am 15. Mai 2006 wieder gestrichen.

### Irak
Der Irak wurde am 29. Dezember 1979 zur Terrorliste hinzugefügt und 1982 wieder entfernt, damit Waffenlieferungen von US-Firmen an den Irak wegen des laufenden Iranisch-Irakischen Krieges möglich wurden. Nach dem Überfall Iraks auf Kuwait 1990 wurde der Irak erneut in die Liste aufgenommen. Dem Staat wurde unter anderem vorgeworfen, Operationsbasis für Terrororganisationen wie die iranische Oppositionsbewegung Volksmudschahedin, die Palästinensische Befreiungsfront sowie der Abu-Nidal-Organisation zu sein. Nach dem Sturz von Saddam Hussein wurde der Irak wieder von der Liste entfernt.

### Südjemen
Südjemen wurde am 29. Dezember 1979 in die Liste aufgenommen. Dem Staat wurde vorgeworfen, linksextremistische Terror-Gruppen zu unterstützen. Nach der Wiedervereinigung mit der Jemenitischen Arabischen Republik (Nordjemen) 1990 wurde der Staat von der Liste gestrichen.

### Sudan
Der Sudan wurde am 12. August 1993 in die Liste aufgenommen, da die sudanesische Regierung 1992 Osama bin Laden einlud, im Staat zu leben. Am 23. Oktober 2020 teilte US-Präsident Donald Trump dem US-Kongress mit, Sudan von der Liste streichen zu wollen, nachdem 2019 das Regime um Omar al-Bashir gestürzt wurde. Die Vereinigten Staaten forderten für die Aufhebung eine Entschädigungszahlung von 335 Millionen US-Dollar an die Hinterbliebenen der Terroranschläge von Al-Qaida. Außerdem drängten die Vereinigten Staaten auf eine Normalisierung der Beziehungen zwischen Israel und dem Sudan.

## Zeitleiste
| 1970er   | 1980er | 1980er | 1980er | 1980er | 1980er | 1980er | 1980er | 1980er    | 1980er    | 1980er    | 1990er    | 1990er    | 1990er    | 1990er    | 1990er    | 1990er    | 1990er    | 1990er    | 1990er    | 1990er    | 2000er    | 2000er    | 2000er    | 2000er    | 2000er    | 2000er    | 2000er    | 2000er    | 2000er    | 2000er | 2010er | 2010er | 2010er | 2010er | 2010er | 2010er | 2010er | 2010er    | 2010er    | 2010er    | 2020er    | 2020er    | 2020er    | 2020er    | 2020er    | 2020er    |           |           |           |
| 9        | 0      | 1      | 2      | 3      | 4      | 5      | 6      | 7         | 8         | 9         | 0         | 1         | 2         | 3         | 4         | 5         | 6         | 7         | 8         | 9         | 0         | 1         | 2         | 3         | 4         | 5         | 6         | 7         | 8         | 9      | 0      | 1      | 2      | 3      | 4      | 5      | 6      | 7         | 8         | 9         | 0         | 1         | 2         | 3         | 4         | 5         |           |           |           |
| Syrien   |        |        |        |        |        |        |        |           |           |           |           |           |           |           |           |           |           |           |           |           |           |           |           |           |           |           |           |           |           |        |        |        |        |        |        |        |        |           |           |           |           |           |           |           |           |           |           |           |           |
| Libyen   |        |        |        |        |        |        |        |           |           |           |           |           |           |           |           |           |           |           |           |           |           |           |           |           |           |           |           |           |           |        |        |        |        |        |        |        |        |           |           |           |           |           |           |           |           |           |           |           |           |
| Irak     | Irak   | Irak   | Irak   |        |        |        |        |           |           |           | Irak      | Irak      | Irak      | Irak      | Irak      | Irak      | Irak      | Irak      | Irak      | Irak      | Irak      | Irak      | Irak      | Irak      |           |           |           |           |           |        |        |        |        |        |        |        |        |           |           |           |           |           |           |           |           |           |           |           |           |
| Südjemen |        |        |        |        |        |        |        |           |           |           |           |           |           |           |           |           |           |           |           |           |           |           |           |           |           |           |           |           |           |        |        |        |        |        |        |        |        |           |           |           |           |           |           |           |           |           |           |           |           |
|          |        |        |        |        | Kuba   | Kuba   | Kuba   | Kuba      | Kuba      | Kuba      | Kuba      | Kuba      | Kuba      | Kuba      | Kuba      | Kuba      | Kuba      | Kuba      | Kuba      | Kuba      | Kuba      | Kuba      | Kuba      | Kuba      | Kuba      | Kuba      | Kuba      | Kuba      | Kuba      | Kuba   | Kuba   | Kuba   | Kuba   | Kuba   | Kuba   | Kuba   |        |           |           |           |           | Kuba      | Kuba      | Kuba      | Kuba      | Kuba      | Kuba      | Kuba      | Kuba      |
|          |        |        |        |        |        |        | Iran   |           |           |           |           |           |           |           |           |           |           |           |           |           |           |           |           |           |           |           |           |           |           |        |        |        |        |        |        |        |        |           |           |           |           |           |           |           |           |           |           |           |           |
|          |        |        |        |        |        |        |        | Nordkorea | Nordkorea | Nordkorea | Nordkorea | Nordkorea | Nordkorea | Nordkorea | Nordkorea | Nordkorea | Nordkorea | Nordkorea | Nordkorea | Nordkorea | Nordkorea | Nordkorea | Nordkorea | Nordkorea | Nordkorea | Nordkorea | Nordkorea | Nordkorea | Nordkorea |        |        |        |        |        |        |        |        | Nordkorea | Nordkorea | Nordkorea | Nordkorea | Nordkorea | Nordkorea | Nordkorea | Nordkorea | Nordkorea | Nordkorea | Nordkorea | Nordkorea |
|          |        |        |        |        |        |        |        |           |           |           |           |           |           |           |           | Sudan     |           |           |           |           |           |           |           |           |           |           |           |           |           |        |        |        |        |        |        |        |        |           |           |           |           |           |           |           |           |           |           |           |           |